# メリエム
『メリエム』（トルコ語: Meryem）は、トルコのテレビドラマ。カナルDで2017年8月2日から2018年2月28日まで放送された。

## 登場人物
メリエム・アクチャ・サーグン
演 - アイチャ・アイシン・トゥラン
サヴァシュ・サーグン
演 - フルカンアン・ディッチ
オクタイ・シャヒン
演 - ジェマル・トクタシュ
デリン・ブェルケル
演 - アチェリヤ・トパロール
ベリズ・ブィレン
演 - ベステムス・オズデミール